# Phedosia
Phedosia is een geslacht van vlinders van de familie tandvlinders (Notodontidae).

## Soorten
- P. riachuela Jones, 1912
- P. turbida Möschler, 1878